# West Caister
West Caister is een civil parish in het bestuurlijke gebied Great Yarmouth, in het Engelse graafschap Norfolk met 175 inwoners.